# Dwight Jones

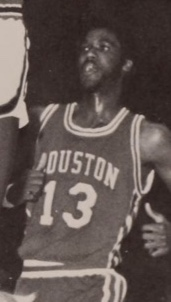

Dwight Jones, född 27 februari 1952 i Houston, Texas, död 25 juli 2016 i The Woodlands, Texas , var en amerikansk idrottare som tog OS-silver i basket 1972 i München. Detta var USA:s första silver tillika första förlorade guldmedalj i herrbasket i olympiska sommarspelen. Han spelade först i NBA men flyttade sedan till Italien för att spela där.